# Helmer Smith
Helmer Smith, född 26 april 1882 i Boo församling, Stockholms län, död 9 januari 1956 i Lidingö, Stockholms län, var en svensk språkvetare specialiserad på indiska språk,

## Akademisk karriär
Smith bedrev från 1900 sina grundläggande akademiska studier vid Uppsala universitet, där han avlade filosofie kandidatexamen i sanskrit, latin, grekiska, samt slaviska och nordiska språk. Han fortsatte därefter sina studier i Berlin 1905—06 under Richard Pischel och Karl Friedrich Geldner och återvände till Uppsala och sin filosofie licentiatexamen där 1908.  Senare blev han docent i indisk filologi vid Lunds universitet 1921,  en ställning som belönades med ett hedersdoktorat 1925. När Dines Andersen och Smith påbörjade sin editering av Critical Pāli Dictionary 1924, hade de båda redan aktivt redigerat andra pāli-texter tillsammans, något som båda  delvis betraktat som en förberedelse inför detta omfattande lexikografiska projekt.
1936 blev Smith utnämnd till professor i jämförande filologi och sanskrit vid Uppsala universitet.

## Familj
Helmer var gift från 1923 med Ellen Smith (f 1886 i Åmål, d 1996 i Vallentuna), som överlevde honom många år, bosatt i stora gula villan på Klippvägen 6 i Lidingö.